# Denkmal der Militärpiloten

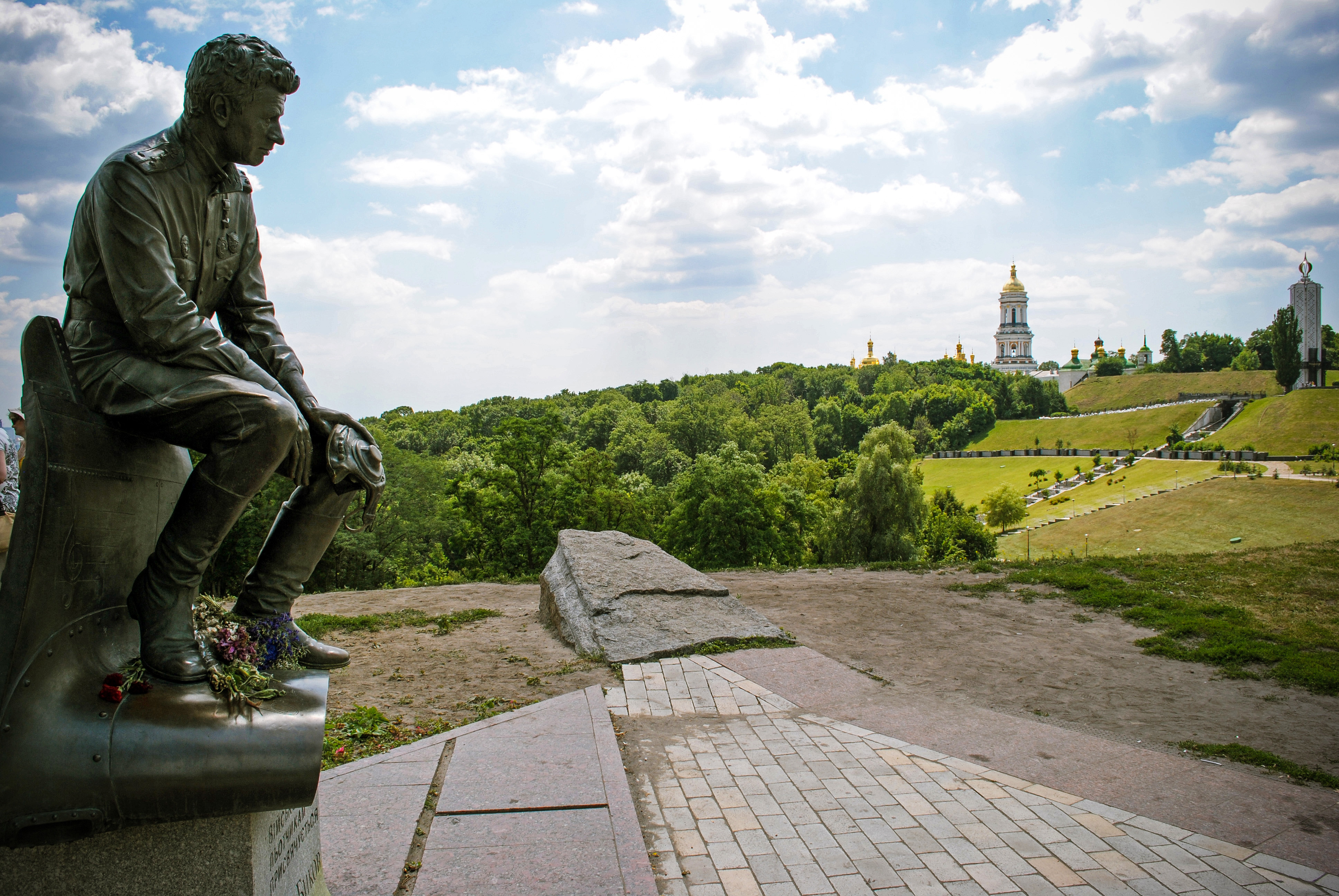
Denkmal (2013)

Das Denkmal der Militärpiloten (ukrainisch Пам'ятник військовим льотчикам Pam'jatnyk wijskowym lottschykam) ist ein Denkmal in der ukrainischen Hauptstadt Kiew.

## Lage
Das Denkmal befindet sich im Park des Ewigen Ruhms (Вічної Слави парк) oberhalb des Dnipro und seiner Metrobrücke. In diesem Gedenkpark steht die 115 × 175 Zentimeter große Bronzeskulptur unweit des Grabs des unbekannten Soldaten, das mit einer ewigen Flamme markiert ist.

## Geschichte

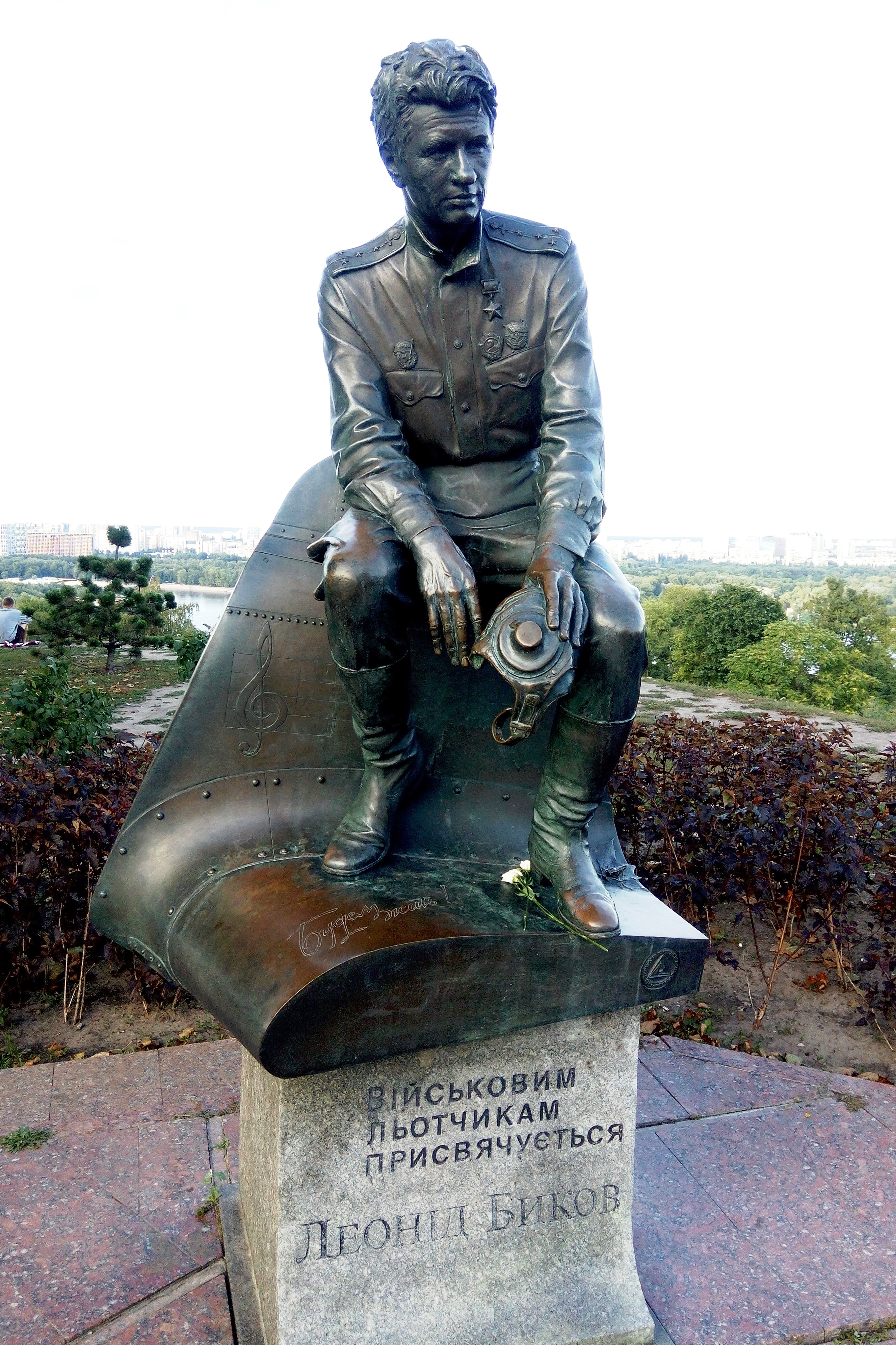
Denkmal (2020)

Das Denkmal wurde am 6. November 2001, dem Vorabend des 58. Jahrestages der Rückeroberung Kiews durch die Rote Armee – im Beisein des Premierministers Anatolij Kinach, von Vertretern der Regierung, der Werchowna Rada und der Kiewer Stadtverwaltung – enthüllt. Der Bildhauer des Denkmals war Wolodymyr Iwanowytsch Schtschur, der dafür mit Witalij Sywko zusammenarbeitete.
Im Jahr 2014 forderten Mitglieder des Prawyj Sektor die Zerstörung des Denkmals, da die Figur eine sowjetische Gymnastjorka trage und somit von den Anordnungen zur Dekommunisierung in der Ukraine betroffen sei. Zudem argumentierten sie, dass es einen Piloten zeige, der für ein anderes Land kämpfte, und daher keinen Platz in der Hauptstadt der unabhängigen Ukraine haben sollte.

## Symbolik
Mit seiner Symbolik erinnert das Denkmal nicht nur an die Leistungen sowjetischer Piloten, die bei der „Befreiung“ der Ukraine ums Leben kamen, sondern es vermischt auch die Erinnerungskultur mit sowjetischer und postsowjetischer Populärkultur: Das Denkmal zeigt den Volkskünstler der Ukrainischen SSR Leonid Bykow in seiner berühmtesten Rolle als Helden der Sowjetunion Hauptmann Oleksij Titarenko / „Maestro“ (aus dem Film Erfahrene Hasen des Geschwaders) und erinnert so auch an Bykow, der 1979 nahe Kiew bei einem Autounfall ums Leben kam.
Auch darüber hinaus übernimmt das Denkmal Symbolik des Films: Ein Grashüpfer zu Füßen des Piloten erinnert an die Rolle des Leutnant Aleksandrow „Grashüpfer“.
Die Inschrift des Denkmalsockels lautet auf Ukrainisch: „Gewidmet den Militärpiloten. Leonid Bykow.“ („Військовим льотчикам присвячується. Леонід Биков“).
Wolodymyr Iwanowytsch Schtschur, der sich auf die Darstellung von Personen der Kulturgeschichte spezialisiert hat, verzichtete bewusst auf einen hohen Sockel, damit man nicht ehrfürchtig aufblicken müsse, sondern auf das Denkmal zugehen und mit ihm „kommunizieren“ könne.